# Шеридан (Уайоминг)
Вижте пояснителната страница за други значения на Шеридан.
Шеридан (на английски: Sheridan) е град в окръг Шеридан, щата Уайоминг, САЩ. Шеридан е с население от 15 804 жители (2000) и обща площ от 22 km². Намира се на 1141 m надморска височина. ЗИП кодът му е 82801, а телефонният му код е 307.